# 수전 플래너리
수전 플래너리(Susan Flannery, 1939년 7월 31일 ~ )는 미국의 배우이다.

## 영화
- 타워링
- 폭소 대질주

## 텔레비전
- 우리 생애 나날들
- 댈러스 (1978년 드라마)
- 더 볼드 앤 더 뷰티풀
- 더 영 앤 더 레스트리스